# مهدی حسن اوجال
مهدی حسن اوجال (بنگالی: মেহেদী হাসান উজ্জল؛ زادهٔ ۲۶ آوریل ۱۹۸۵) بازیکن فوتبال اهل بنگلادش بود.
وی همچنین در تیم‌های ملی فوتبال بنگلادش، زیر ۲۳ سال بنگلادش بازی کرده است.